# Du folk av ädla fäders stam
Du folk av ädla fäders stam är en psalm av Axel Fredrik Runstedt. Melodin är en tonsättning ur Ain schöns newes Christlichs Lyed från 1530, vilken förändrades något inför publiceringen i 1697 års koralbok. Enligt 1921 års koralbok med 1819 års psalmer och Koralbok för Nya psalmer, 1921 är det samma melodi som till psalmen Kom, Helge Ande, till mig in (1819 nr 138).

## Publicerad i
- Nya psalmer 1921 som nr 635 under rubriken "Det Kristliga Troslivet: Troslivet i hem och samhälle: Det kristna samhället: Fädernesland, överhet och undersåtar".